# Mont Fusi
Le mont Fusi (chinois : 罘罳峰 ; pinyin : Fú Sī Fēng) est situé dans le bourg de Liushahe, dans la partie sud-ouest du comté de Ningxiang, dans la province centrale du Hunan. C'est un sommet des monts Xuefeng (en). Il culmine à 410 m d'altitude ; il est coiffé par le temple Jinfeng (金凤禅寺), dans la partie centrale de la montagne.

## Religion
Le temple Jinfeng (金风寺) est un temple où coexistent taoïsme et bouddhisme, construit à la fin de la dynastie Sui et au début de la dynastie Tang pour vénérer Guanyin et l'empereur de jade[réf. souhaitée], il a été détruit dans les années 1950,. 